# 新潟県道135号五十島停車場線
新潟県道135号五十島停車場線（にいがたけんどう135ごう いがしまていしゃじょうせん）は、新潟県東蒲原郡阿賀町内を通る一般県道（新潟県道）。

## 概要
- 起点：東蒲原郡阿賀町五十島
- 終点：東蒲原郡阿賀町岩谷

JR磐越西線・五十島駅前から線路の西側に沿って南下し、五十島駅南側にある杉ノ平踏切の丁字路に至る。この丁字路から南側は阿賀町道となり、南南西約3 kmの地点で新潟県道17号新潟村松三川線に接続する。本県道はこの丁字路で踏切を渡り五十島集落東側を北上する五十島バイパスを経由し、五十島橋で阿賀野川を渡り、五十島トンネル東詰の岩谷交差点で国道49号に接続する。
五十島バイパス開通前は、線路の東側沿いに五十島集落を北上する経路のみであった。
この経路では道幅が狭隘な単車線区間であり、車両の行き違いには細心の注意が必要となっていた。
そのため、2013年度（平成25年度）から道幅が狭隘な区間を回避する五十島バイパス工事を開始し、2015年（平成27年）7月10日に供用開始した。
また、五十島集落を通過する経路は2015年（平成27年）12月22日に県道指定が解除された。

## 路線状況

### バイパス
- 五十島バイパス

### 道路構造物
- 五十島橋（阿賀野川）

## 地理

### 通過する自治体
- 新潟県
  - 東蒲原郡阿賀町

### 主な接続路線
- 国道49号（岩谷交差点）